# Upplands runinskrifter 995
Upplands runinskrifter 995 är en nu försvunnen vikingatida runsten i Funbo bro, Funbo socken och Uppsala kommun. Stenens höjd är omkring 2,10 meter, bredden nedtill cirka 1,40 meter och över mitten omkring 1,15 meter. Stenen försvann någon gång på 1700- eller 1800-talet. Innan dess låg den i en bro över Funboån.

## Inskriften
Translitterering av runraden:
[anuntr · uk · iuruntr · uk · sihiuiþr · þiʀ litu · raisa · ... yk · bro uikt... ...faþi... ...in...]
Normalisering till runsvenska:
Anundr ok Iorundr ok Sigviðr þæiʀ letu ræisa ... ok bro ... ... ...
Översättning till nusvenska:
Anund och Jorund och Sigvid de läto resa ... och bron ...